# Riccardo Schöpf
Riccardo Schöpf (* 27. Juni 2001 in Innsbruck) ist ein österreichischer Wintersportler und Weltmeister. Er lebt in Umhausen in Tirol und tritt im Rennrodeln in der Klasse Herren-Doppelsitzer zusammen mit Juri Gatt im Weltcup an.

## Junioren- und Jugendzeit
Seit 2017 rodelt Riccardo Schöpf als Untermann im Doppelsitzer mit Juri Gatt. Bereits in ihrem ersten gemeinsamen Winter sicherten sie sich den Gesamtweltcup in der Jugendklasse.
2019 wurde Schöpf zusammen mit seinem Doppelpartner Juri Gatt, Lisa Schulte und Bastian Schulte Juniorenweltmeister im Mannschaftswettbewerb.
Im Winter 2020/21 nahm er mit Juri Gatt noch an einigen Juniorenrennen und bereits an ersten Weltcuprennen der allgemeinen Klasse teil. Mit dem 11. Platz in Innsbruck/Igls erreichte das Duo Gatt/Schöpf sein bestes Saisonergebnis im Weltcup der Herren Doppelsitzer.

## Weltcuperfolge
Seit 2021 gehört Schöpf dem Nationalkader der österreichischen Kunstbahnrodler an. Im Weltcup der allgemeinen Klasse rodelte er im Winter 2021/22 fünfmal unter die Top 10. Bei der Europa Meisterschaften in St. Moritz-Celerina (SUI) holte er Silber in der U23-Wertung, auch bei der Junioren-Weltmeisterschaft in Winterberg erreichte er Silber.
Beim Saisonauftakt des Winters 2022/23 auf der Olympiarodelbahn Innsbruck feierte Riccardo Schöpf seinen ersten Weltcupsieg in der allgemeinen Klasse und führte den ersten Tripple-Sieg der Geschichte für die österreichischen Rennrodler im Doppelsitzer an.
Eine Woche später belegte Schöpf beim Weltcup in Whistler (Kanada) den dritten Platz und beim dritten Rennen der Saison 22/23 am 17. Dezember 2022 in Park City den zweiten Platz, beim Sprint-Weltcup in Winterberg am 12. Februar 2023 den dritten Platz und am 25. Februar 2023 ebenfalls den dritten Platz.
Beim Team Weltcup in Winterberg am 26. Februar 2023 gewann Gatt zusammen mit Untermann Riccardo Schöpf und den Teamkollegen Jonas Müller und Madeleine Egle Gold und erzielte einen neuen Bahnrekord.
Die Wintersaison 2023/24 startete das Doppel Gatt/Schöpf mit einem 3. Platz im Weltcup in Lake Placid und siegte bei den Weltcuprennen in Winterberg und Altenberg.
Bei der Rennrodel-Weltmeisterschaft in Altenberg erreichten Juri Gatt und Riccardo Schöpf beim Sprintrennen am 27. Januar 2024 Bronze und rodelten am 28. Januar 2024 zu ihrem ersten Weltmeistertitel.

## Erfolge

### Gesamtweltcup
| Saison  | Platz | Punkte |
| ------- | ----- | ------ |
| 2020/21 | 20.   | 0204   |
| 2021/22 | 15.   | 0285   |
| 2022/23 | 04.   | 0686   |
| 2022/23 | 05.   | 0701   |

### Weltcupsiege
| Nr. | Datum        | Ort        | Bahn                  |
| --- | ------------ | ---------- | --------------------- |
| 01. | 3. Dez. 2022 | Innsbruck  | Olympia Eiskanal Igls |
| 02. | 6. Jan. 2024 | Winterberg | Bobbahn Winterberg    |
| 03. | 3. Feb. 2024 | Altenberg  | DKB-Eiskanal          |

| Nr. | Datum         | Ort        | Bahn               |
| --- | ------------- | ---------- | ------------------ |
| 01. | 26. Feb. 2023 | Winterberg | Bobbahn Winterberg |